# Axel Bernd Kunze
Axel Bernd Kunze (* 1. April 1972 in Peine) ist ein deutscher Erziehungswissenschaftler und katholischer Sozialethiker.

## Leben
Axel Bernd Kunze studierte von 1992 bis 2000 Katholische Theologie und Pädagogik an der Westfälischen Wilhelms-Universität Münster. Von 2000 bis 2003 war Kunze Promotionsstipendiat der Schweizer Professor-Franz-Furger-Gedächtnisstiftung. Anschließend folgte ein Studienreferendariat für das Lehramt für die Sekundarstufe II, das er von 2004 bis 2006 am Studienseminar für Lehrämter an Schulen im westfälischen Rheine absolvierte.
Kunze wurde 2005 durch die damalige Fakultät Katholische Theologie der Otto-Friedrich-Universität Bamberg im Fach Christliche Sozialethik mit einer Arbeit zur Verantwortungsethik politischer Parteien promoviert. Von 2006 bis 2009 war Kunze an derselben Fakultät als Wissenschaftlicher Angestellter im DFG-Projekt „Das Menschenrecht auf Bildung: Anthropologisch-ethische Grundlegung und Kriterien der politischen Umsetzung“ unter Leitung von Marianne Heimbach-Steins tätig. Ziel des Projektes war es, einen eigenständigen Bildungsdiskurs innerhalb der Christlichen Sozialethik zu etablieren; die Ergebnisse des Projekts werden in der Reihe „Forum Bildungsethik“ veröffentlicht, deren Mitherausgeber Kunze ist. Während dieser Zeit entstand eine Habilitationsschrift unter dem Titel Das Menschenrecht auf Bildung – eine pädagogisch-ethische und sozialethische Grundlegung. Die Habilitation im Fach Erziehungswissenschaft erfolgte am 19. Januar 2011 an der Philosophischen Fakultät der Rheinischen Friedrich-Wilhelms-Universität Bonn. Von April 2009 bis August 2011 war Kunze als Vertretungsprofessor für Schulpädagogik mit den Schwerpunkten Bildung und Erziehung an der Universität Trier beschäftigt. Kunze ist gegenwärtig (November 2011) als Privatdozent an der Universität Bonn und als Dozent für Pädagogik und stellvertretender Schulleiter (von Oktober 2012 bis Juli 2013 als kommissarischer Schulleiter), seit August 2016 als Schulleiter an der Evangelischen Fachschule für Sozialpädagogik Weinstadt tätig. Daneben hält er Lehraufträge für Allgemeine Pädagogik an der Pädagogischen Hochschule Ludwigsburg, für Didaktik und Methodik an Fachschulen an der Evangelischen Hochschule Freiburg, für Ethik in der Sozialen Arbeit am Studienzentrum Heilbronn und am Studienzentrum Mannheim der DIPLOMA Hochschule und für Soziale Arbeit an der Katholischen Stiftungsfachhochschule München (seit Oktober 2017: Katholische Stiftungshochschule München).
Kunze ist stellvertretender Vorsitzender des Netzwerkes Gesellschaftsethik, Mitglied im Herausgeberbeirat der schulpädagogischen Zeitschrift Engagement, im wissenschaftlichen Beirat des Deutschen Philologenverbandes, im wissenschaftlichen Beirat des Verbands der Pädagogiklehrer und Pädagogiklehrerinnen, im Internationalen Beirat des Zentrums für Europawissenschaften und Internationale Beziehungen der Babeș-Bolyai-Universität Klausenburg/Rumänien, im Beirat der Gesellschaft für Bildung und Wissen, im Länderbeirat des Bundesverbands evangelischer Ausbildungsstätten für Sozialpädagogik sowie Gründungsmitglied der Willy-Aron-Gesellschaft Bamberg. Ferner gehört er der Trimberg Research Academy der Universität Bamberg an. Er war aktiv in der Ad-hoc-Arbeitsgruppe „Inklusion von Menschen mit Behinderung im Bildungsbereich“ des Zentralkomitees der deutschen Katholiken, in der Projektkommission Wege aus der Ökonomisierung des Zweiten Ökumenischen Kirchentages 2010 in München sowie im Redaktionskreis des Forums Sozialethik – Initiative junger Sozialethikerinnen und Sozialethiker.
Kunze betreibt das Wissenschaftsweblog „Bildungsethik“ mit Beiträgen und Nachrichten zu einer Sozialethik der Bildung und ist regelmäßiger Kolumnist für die sozialethische Kolumne in der katholischen Wochenzeitung Die Tagespost, die in Zusammenarbeit mit der Katholischen Sozialwissenschaftlichen Zentralstelle erscheint. Er ist Mitglied der Leipziger Burschenschaft Alemannia zu Bamberg, der Burschenschaft Rheno-Germania zu Bonn sowie der Burschenschaft Alemannia Leipzig. Seit 2021 ist er Mitglied im Netzwerk Wissenschaftsfreiheit. Für die SPD Waiblingen kandidiert er zur Kreistagswahl 2024.

## Auszeichnungen
- 2005: Friedrich-Brenner-Preis des Erzbischofs von Bamberg als beste theologische Dissertation des Studienjahres[6]

## Schriften
- Soziale Verantwortung zum Thema machen! Das Sozialwort der Kirchen und die kirchlich-soziale Bildungsarbeit. VWF Verlag für Wissenschaft und Forschung, Berlin 2001.
- Parteien zwischen Affären und Verantwortung. Anforderungen an eine Verantwortungsethik politischer Parteien aus christlich-sozialethischer Perspektive. Lit Verlag, Münster 2005.
- Emanzipatorischer Essentialismus. Die Gerechtigkeitstheorie der amerikanischen Philosophin Martha C. Nussbaum. VWF Verlag für Wissenschaft und Forschung, Berlin 2005.
- … in Frieden scheiden. Das Memento mori in der Feier der Tagzeiten. Tectum Verlag, Marburg 2006.
- mit Filipovic, Alexander (Hrsg.): Wissensgesellschaft. Herausforderungen für die christliche Sozialethik. Lit Verlag, Münster 2003.
- mit Heimbach-Steins, Marianne und Kruip, Gerhard (Hrsg.): Das Menschenrecht auf Bildung und seine Umsetzung in Deutschland. Diagnosen – Reflexionen – Perspektiven. W. Bertelsmann Verlag, Bielefeld 2007.
- mit Marianne Heimbach-Steins und Gerhard Kruip (Hrsg.): Bildung, Politik und Menschenrecht. Ein ethischer Diskurs. W. Bertelsmann Verlag, Bielefeld 2009.
- mit Marianne Heimbach-Steins und Gerhard Kruip (Hrsg.): Bildungsgerechtigkeit. Interdisziplinäre Perspektiven. W. Bertelsmann Verlag, Bielefeld 2009.
- (Hrsg.): Herz-Jesu-Gottesdienste. Verlag Friedrich Pustet, Regensburg 2009.
- (Hrsg.): Geht in alle Welt … Gottesdienste für alle Tage der Osterzeit. Verlag Friedrich Pustet, Regensburg 2011.
- Bildung als Freiheitsrecht. Eine kritische Zwischenbilanz des Diskurses um Bildungsgerechtigkeit. Lit Verlag, Berlin 2012.
- Freiheit im Denken und Handeln. Eine pädagogisch-ethische und sozialethische Grundlegung des Rechts auf Bildung. W. Bertelsmann Verlag, Bielefeld 2012.
- Das Recht auf Bildung. Anforderungen an die rechtliche und politische Implementierung. Waxmann Verlag, Münster u. a. 2013.
- Befähigung zur Freiheit. Beiträge zum Wesen und zur Aufgabe von Bildungs- und Erziehungsgemeinschaften. AVM.edition, München 2013.
- als Herausgeber mit Manfred Blänkner: Rote Fahne, Bunte Bänder. Korporierte Sozialdemokraten von Lasalle bis heute. Dietz Nachfolger, Bonn 2016, ISBN 978-3-8012-0481-5.
- Gott – Freiheit – Vaterland. Erbe und Auftrag christlicher Burschenschaften. In: Harald Lönnecker, Klaus Malettke (Hrsg.): 200 Jahre Wartburgfest. 18. Oktober 1817 – 18. Oktober 2017. Studien zur politischen Bedeutung, zum Zeithintergrund und zum Fortwirken der Wartburgfeier (= Darstellungen und Quellen zur Geschichte der deutschen Einheitsbewegung im 19. und 20. Jahrhundert. Band 22). Universitätsverlag Winter, Heidelberg 2019, ISBN 978-3-8253-4616-4, S. 393–422.